# Hymenocephalus italicus
Hymenocephalus italicus es una especie de pez de la familia Macrouridae en el orden de los Gadiformes.

## Morfología
• Los machos pueden llegar alcanzar los 25 cm de longitud total.

## Alimentación
Come principalmente copépodos pelágicos y, también y en orden decreciente, cochinillas de la humedad, anfípodos,  gambas, ostràcodes,Cumacea y pecesitos.

## Depredadores
En los Estados Unidos es depredado por Merluccius albidus 

## Hábitat
Es un pez bentopelágico y maríno de aguas  subtropicales que vive entre 100-1400 m de profundidad.

## Distribución geográfica
Se encuentra desde Portugal hasta Angola (incluyendo la Mar Mediterráneo) y desde el Estrecho de Florida hasta el norte de Brasil (incluyendo el Golfo de México y el Caribe).  También está presente en el Golfo de Adén, Zanzíbar y las Maldivas.